# ایتکول (حوضه چولیم)
ایتکول (انگلیسی: Itkul) یک دریاچه در استان نووسیبیرسک کشور روسیه است.